# Галактика
Галактика (на старогръцки: Γαλαξίας – Млечен път) е гравитационно свързана система от звезди, междузвезден газ и прах, плазма, а също и невидима тъмна материя. Всички обекти в състава на галактиката участват в движението около общия център на масата. В състава на галактиките влизат и различни видове звездни купове и мъглявини, като повечето от звездите в галактиките са част от система от две или повече звезди.
Типичните галактики съдържат от един милион до хиляда милиарда звезди, гравитиращи около общия център на масата. Въпреки че тя все още не е добре изучена и разбрана, предполага се, че тъмната материя съставлява около 90% от масата на повечето галактики. Последните изследвания и наблюдения дават основание да се счита, че в центъра на повечето, ако не и на всички, галактики има масивни черни дупки.
Галактиките са далечни обекти, като разстоянието до най-близките от тях е прието да се измерва в мегапарсеки, а до по-отдалечените в единици, свързани с червеното отместване. С невъоръжено око е възможно да се различат само 3 галактики (освен нашия Млечен път): мъглявината Андромеда, Големият и малкият Магеланови облаци.
До началото на 1990-те класифицираните галактики, в които е възможно да се видят отделни звезди, наброяват не повече от 30. След изнасянето на космическия телескоп „Хъбъл“ и въвеждането в строй на 10-метрови наземни телескопи броят на галактиките, в които могат да се различат отделни звезди, рязко нараства.

## Легенда за името
Думата γαλαξίας идва от гръцки език и означава млечен кръгов път поради изгледа си на небето. В гръцката митология, Зевс поставя сина си Херкулес, роден от смъртна жена, на гърдите на Хера, докато тя е заспала, за да може да засуче от нейното мляко и стане безсмъртен. Но Хера се събужда и осъзнава, че кърми непознато дете. Тя го отблъсква и струя от млякото опръсква нощното небе, като създава сиянието, което днес е познато като Млечен път.

## История на наблюденията
Осъзнаването на факта, че живеем в галактика и че всъщност съществуват много други галактики, става успоредно с откритията за Млечния път и другите мъглявини, видими в нощното небе.

### Млечният път
Древногръцкият философ Демокрит (450 – 370 г. пр.н.е.) прави предположението, че ярката ивица на нощното небе, известна като Млечен път, може да се състои от отдалечени звезди. Аристотел (384 – 322 г. пр.н.е.) обаче смята, че Млечният път се дължи на „възпламеняването на избухливите изпарения от някои звезди, които са големи, многобройни и близки една до друга“ и че това възпламеняване „става в горната част на атмосферата, в областта на света, свързана с небесните движения“. Неоплатоникът Олимпиодор Млади (ок. 495 – 570) критикува този възглед с аргумента, че ако Млечният път е разположен в подлунното пространство, той трябва да е различен в различни моменти и при наблюдение от различни места, както и че той трябва да има паралакс. Според него Млечният път е небесен обект, както звездите. Разсъжденията на Олимпиодор по-късно оказват значително влияние върху астрономите в Ислямския свят.
Иракският астроном Ибн ал-Хайтам (965 – 1037) прави първия опит за наблюдение и измерване на паралакса на Млечния път, и по този начин установява, че „тъй като Млечният път няма паралакс, той е много отдалечен от Земята и не е част от атмосферата“. Хорезмийският астроном Ал-Бируни (973 – 1048) прави предположението, че Млечният път е „сбор от безчислени фрагменти, подобни на мъглявинните звезди“. Андалусецът Ибн Баджа (1095 – 1138) смята, че Млечният път е съставен от множество звезди, които почти се опират една в друга и изглеждат свързани, заради ефекта на пречупването на светлината в подлунната материя. В подкрепа на този възглед той сочи своите наблюдения на съединението на Юпитер и Марс, при които е забелязал подобно сливане на образа на близкоразположени обекти. Според сириеца Ибн Кайим ал-Джаузия (1292 – 1350) Млечният път е „множество малки звезди, събрани заедно в сферата на неподвижните звезди“.
Същинското доказателство, че Млечният път се състои от много звезди, идва през 1610 година, когато италианецът Галилео Галилей използва телескоп за неговото наблюдение. През 1750 година английският астроном Томас Райт в своята „Оригинална теория или нова хипотеза за Вселената“ („An original theory or new hypothesis of the Universe“) стига до вярното разсъждение, че галактиката може би е въртящо се тяло, съставено от огромен брой звезди, задържани заедно от гравитационните сили, подобно на Слънчевата система, но в много по-голям мащаб. Полученият диск от звезди се вижда като ивица на небето от нашата гледна точка във вътрешността на диска. В един трактат от 1755 година германецът Имануел Кант доразработва идеята на Райт за структурата на Млечния път.
Първият опит да се опише формата на Млечния път и разположението на Слънцето в него е направен от германеца Уилям Хершел, който внимателно преброява броя на звездите в различни участъци от небето и съставя схема с формата на галактиката и Слънчевата система близо до нейния център. Използвайки по-точни измервания, през 1920 година нидерландският астроном Якобус Каптейн достига до представата за малка елиптична галактика с диаметър около 15 килопарсека и Слънцето близо до нейния център. Американецът Харлоу Шапли прилага различен метод, основаващ се на каталогизирането на кълбовидните звездни купове и стига до напълно различен резултат – плосък диск с диаметър приблизително 70 килопарсека и Слънцето отдалечено от центъра. И двете изследвания не взимат под внимание абсорбцията на светлината от междузвездния прах в галактическата равнина. До съвременната представа за Млечния път се стига след като през 1930 година швейцарско-американският астроном Робърт Джулиъс Тръмплър оценява количествено този ефект при изследванията си на разсеяните звездни купове.

### Разграничаване от останалите мъглявини
През 10 век персийският астроном Ас-Суфи (903 – 986) прави най-ранното известно наблюдение на галактиката Андромеда, описвайки я като „малък облак“. Той идентифицира и Големия Магеланов облак, видим от Йемен, но не и от Исфахан, който става известен на европейците едва след експедицията на Фернандо Магелан през 16 век. Това са първите галактики, освен Млечния път, наблюдавани от Земята.
През 1750 година Томас Райт допуска, че някои от мъглявините, видими в нощното небе, може би не са част от Млечния път. През 1755 година Имануил Кант използва за тези отдалечени мъглявини наименованието „островни вселени“.
Към края на 18 век френският астроном Шарл Месие съставя каталог от 109 ярки мъглявини, последван от много по-големия каталог с 5 хиляди мъглявини на Уилям Хершел. През 1845 година англичанинът Уилям Парсънс конструира нов телескоп и успява да разграничи елиптичните от спиралните мъглявини. Той забелязва и индивидуални точкови източници на светлина във вътрешността на мъглявините, с което подкрепя по-ранната хипотеза на Кант.
През 1912 година американецът Весто Слайфър прави спектрографски изследвания на най-ярките спирални мъглявини, за да определи дали те са съставени от вещества, характерни за планетарните системи. Той установява, че спиралните мъглявини имат голямо червено отместване, което показва, че те се отдалечават от Земята със скорост, по-голяма от втора космическа скорост на Млечния път. Това означава, че те не са гравитационно свързани с Млечния път и вероятно не са част от него. През 1917 година американецът Хебър Къртис наблюдава появата на нова звезда в Голямата мъглявина Андромеда. Преглеждайки фотографския архив, той намира още 11 нови, които средно са значително по-бледи от наблюдаваните в Млечния път. Така той оценява разстоянието до мъглявината на 150 хиляди парсека и става привърженик на хипотезата за островните вселени, според която спиралните мъглявини са самостоятелни галактики.
През 1920 година се провежда т.нар. „Велик дебат“ между Харлоу Шапли и Хебър Къртис за характера на Млечния път, спиралните мъглявини и размерите на Вселената. В подкрепа на твърдението си, че Голямата мъглявина Андромеда е външна галактика, Къртис отбелязва видимите тъмни ивици, наподобяващи прашните облаци в Млечния път, както и значителното червено отместване. До окончателно решение на въпроса се стига в началото на 20-те години. През 1922 година естонецът Ернст Епик прави изчисление на разстоянието, което подкрепя хипотезата, че мъглявината Андромеда наистина е отдалечен извънгалактически обект. През 1929 година, използвайки новият стоинчов телескоп в обсерваторията Маунт Уилсън, американецът Едуин Хъбъл успява да определи, че външните части на някои спирални мъглявини са сбор от индивидуални звезди. Той идентифицира няколко цефеиди, чрез които оценява разстоянието до мъглявините и установява, че те са твърде отдалечени, за да бъдат част от Млечния път. През 1936 година Хъбъл създава използвана и днес система за класифициране на галактики – камертонната диаграма на Хъбъл.

### Съвременни изследвания
Днес се смята, че във видимата вселена съществуват 175 милиарда галактики. Подобрена технология (радио, инфрачервени, рентгенови телескопи) разкрива неща, невидими за човека, които откриват нови галактики.

## Видове галактики
Галактиките се отличават с огромно разнообразие. Различават се различни типове галактики в зависимост от формата и структурата им. Учените са дали имена на над 200 000 галактики. Четирите основни вида са елиптична, спирална, неправилна и пръстеновидна, макар че съществуват и други видове.
- Елиптични галактики – това са най-старите, с форма на кръг или елипса галактики, съдържащи трилиони звезди. Те могат да имат огромни размери и да са изключително ярки (гиганти) или да са малки и бледи (джуджета). Всяка елиптична галактика се обозначава с число от 0 до 7, което съответства на формата на галактиката. От тип 0 са елиптични галактики с правилна кръгла форма, а от тип 7 са такива със силно изразена елиптична форма. В елиптичните галактики не се формират нови звезди и в тях има много малко звезден прах.[27]
- Спирални галактики – тези галактики имат два основни компонента:

1. ядро, населено от стари звезди, придаващи му червен цвят
2. система от спирални ръкави, лежащи в една равнина, поне два, и населени с млади звезди, придаващи на ръкавите характерен син цвят.

Характеристичният ъгъл е ъгълът между допирателната към най-изпъкналата част на спиралния ръкав и правата, свързваща тази най-изпъкнала точка с центъра на ядрото. Той варира между 0° и 90°. Когато ъгълът е 90°, спиралата се изражда в окръжност, а колкото по-малък е този ъгъл, толкова по-разгънат е спиралният ръкав.
- Неправилни галактики – тези галактики нямат определена форма. Възможно е да са образувани от останките на галактики, които са се сблъскали. Те не могат да се отнесат към елиптичните или спиралните галактики и затова се наричат неправилни. Всяка от тях е уникална и неповторима по външността си. Тези галактики са изключително ярки поради наличието на много звезден прах в тях. По същата причини в неправилните галактики се образуват много нови звезди.[28]
- Пръстеновидни галактики – тези галактики са с формата на пръстен. Пръстенът се състои от еднородни, относително млади сини звезди, които са изключително светли. В центъра си светят в синьо. Астрономите предполагат, че пръстеновидни галактики се образуват, когато малка галактика премине през центъра на голяма галактика. Понеже галактиките съдържат голямо количество „празнина“ това „сблъскване“ рядко води до реално сблъскване на звезди. Гравитационно разцепване обаче може да доведе до вълна от звездна формация, която да премине през по-голямата галактика.

|                          | Спирални галактики (S, SB)                                                                              | Елиптични галактики (E)                                                                            | Неправилни галактики (I)                                  |
| ------------------------ | --- | -------------------------------------------------------------------------------------------------- | --------------------------------------------------------- |
| Форма и структура        | Силно сплескан диск от звезди и газ, спирални ръкави и дебело ядро в центъра                            | Без диск, звездите са равномерно разпределени, Е0 е сферична форма, Е7 е силно издължена елиптична | Нямат определена структура или форма                      |
| Съдържание на звезди     | Съдържа млади и стари звезди, халото е само от стари звезди, новите звезди се намират в ръкавите        | Съдържа само стари звезди, няма данни за образуване на нови звезди в последните 30 милиона години  | Съдържа млади и стари звезди, засилено образуване на нови |
| Съдържание на газ и прах | Съдържа големи количества прах и газ                                                                    | Почти не съдържа никакъв прах или газ                                                              | Изобилие от прах и газ                                    |
| Движение                 | Газта и прахът се движат в кръгови орбити около центъра на галактиката, звездите имат произволни орбити | Произволни орбити на звездите                                                                      | Газта и прахът имат неправилни орбити                     |

## Морфология
Ядро или още наричано галактически център е много малка област в центъра на галактиката. Често се говори за активни ядра на галактиките. Процесите в тях не могат да се обяснят с концентрирането на звезди.
Диск – относително тънък слой, в който е концентрирано най-голямото количество от обекти. Подразделя се на звезден диск и газов диск.
Полярен кръг – това е компонент, който се среща рядко. В класическия случай галактика с полярен кръг се състои от два диска, които се въртят в перпендикулярни плоскости. Не е ясна появата на полярен кръг.
Бълдж (на английски: bulge – подутина) – най-ярката вътрешна част на сферичния компонент.
Хало – външният сферичен компонент. Границата между бълджа и халото е размита и условна.
Спирален ръкав – уплътнение от междузвезден газ с преимуществено млади звезди във вид на спирала. Въпросът за произхода им все още не е решен.
Бар – плътно издължено образувание, състоящо се от междузвезден газ.

## Разстояние
Галактиките са отделени една от друга на огромни разстояния. Големият Магеланов облак, който е най-близката до нас галактика, се намира на повече от 150 000 светлинни години. Методът на паралакса е неприложим в случая именно поради огромните разстояния. Ъгълът, с който се променя разположението на галактиката, е твърде малък, за да може да бъде измерен. Поради тази причина астрономите са принудени да ползват други методи.

### Метод на стандартните свещи
Ако е известна светимостта на даден източник на светлина, може да бъде използван закона за яркостта, за да се намери разстоянието до източника. Като стандартни свещи най-често се ползват ярките променливи звезди, познати под името цефеиди. Цефеидите имат светимост около един милион пъти по-голяма от слънчевата и това ги прави лесно различими от обкръжението им. Техният период е свързан със светимостта им, поради което е необходимо само да се измери времето на един техен цикъл. Следващата стъпка е да се намери тяхната светимост и оттам използвайки закона за яркостта, разстоянието до галактиката.
{\displaystyle R=10^{{\frac {1}{5}}(m-M)+1}},
където m – видимата звездна величина, М – абсолютна звездна величина, а R – разстоянието, измервано в парсек.
Въпреки яркостта на цефеидите, те не могат да бъдат използвани за намирането на разстоянието до далечните галактики. Това налага използването на други стандартни свещи – свръхгиганти, червени гиганти, планетарни мъглявини или свръхнови. Затова когато става въпрос за отдалечени галактики, астрономите използват други методи.

### Червено отместване
През 1920-те години астрономите правят революционното откритие, че галактиките се отдалечават една от друга, като при това скоростта на разбягване става по-голяма с увеличаване на разстоянието. Това откритие идва вследствие изучаване на спектъра на далечни галактики. Спектърът на галактиката е общият спектър на всички звезди от галактиката. Ако една галактика се приближава или отдалечава от нас, спектралните линии се отместват следствие ефекта на Доплер. Отдалечаването води до така нареченото червено отместване; това значи, че честотата на светлинната вълна е по-ниска, когато стига до нас, в сравнение с началната ѝ честота; колкото по-голяма е разликата в честотите, толкова по-далече е галактиката. Чрез използване на отместването на спектралните линии и формулата за доплеровото отместване може да се намери скоростта на отдалечаване на галактиката.

## Купове от галактики
Съществуват двойни и кратни галактики. 90% от галактиките образуват системи, наречени купове от галактики, които съдържат от няколко до няколко хиляди галактики. В тях се наблюдава тъмна материя, която съставлява най-голямата част от масата, 10 – 30% – междугалактичен газ и около 1% е масата на самите звезди. Обединяват ги гравитационните сили, които ги държат заедно и движението е около общ център на масата. Известни са около 3000 купа от галактики с голям брой галактики в тях. Много често в тях доминира една масивна елиптична или спирална галактика, която за сметка на преливните сили с времето разрушава другите галактики-спътници и увеличава масата си, като ги поглъща. Най-богатият, с около 2500 галактики, е купът в съзвездието Дева, който се намира на около 70 милиона светлинни години от нас. Централна галактика в него е радиогалактиката М87 – най-масивният обект във Вселената. Съществуват и свръхкупове (купове от купове) от галактики. Най-близкият до нас свръхкуп е с център също в съзвездието Дева.